# HMS E13
Pour les articles homonymes, voir E13.
Le HMS E13 est un sous-marin britannique de classe E construit pour la Royal Navy par Chatham Dockyard. Sa quille fut posée le 16 décembre 1912 et il fut mis en service le 9 décembre 1914. La coque a coûté 101 900 livres sterling.

## Conception
Comme tous les sous-marins de la classe E postérieurs au E8, le E13 avait un déplacement de 662 tonnes en surface et de 807 tonnes en immersion. Il avait une longueur totale de 55 m et un maître-bau de 6,92 m. Il était propulsé par deux moteurs Diesel Vickers huit cylindres à deux temps de 800 chevaux (600 kW) et moteurs électriques deux moteurs électriques de 420 chevaux (310 kW),.
Le sous-marin avait une vitesse maximale de 16 nœuds (30 km/h) en surface et de 10 nœuds (19 km/h) en immersion. Les sous-marins britanniques de la classe E avaient une capacité en carburant de 50 tonnes de gazole, et une autonomie de 2 829 milles marins (5 238 km) lorsqu’ils faisaient route à 10 nœuds (19 km/h). Ils pouvaient naviguer sous l’eau pendant cinq heures en se déplaçant à 5 nœuds (9,3 km/h).
Comme pour la plupart des premiers bateaux de la classe E, le E13 n’était pas équipé d’un canon de pont pendant sa construction, mais il en fut monté un plus tard. Il avait cinq tubes lance-torpilles de 18 pouces (457 mm), deux à l’avant, un de chaque côté à mi-longueur du navire et un à l’arrière. Au total, 10 torpilles étaient emportées à bord.
Les sous-marins de la classe E avaient la télégraphie sans fil d’une puissance nominale de 1 kilowatt. Sur certains sous-marins, ces systèmes ont par la suite été mis à niveau à 3 kilowatts en retirant un tube lance-torpilles du milieu du navire. Leur profondeur maximale de plongée théorique était de 100 pieds (30 mètres). Cependant, en service, certaines unités ont atteint des profondeurs supérieures à 200 pieds (61 mètres). Certains sous-marins contenaient des oscillateurs Fessenden.
Leur équipage était composé de trois officiers et 28 hommes.

## Engagements
Le HMS E13 a eu une carrière relativement courte pendant la Première Guerre mondiale. Le 14 août 1915, il a été expédié de Harwich, accompagné de son sister-ship le HMS E8. Les deux sous-marins ont reçu l’ordre de naviguer jusqu’à la mer Baltique pour intercepter les navires allemands, en particulier les navires transportant du minerai de fer en provenance de Suède.
Le 18 août 1915, vers 1 heure du matin, le sous-marin s’est échoué en eau peu profonde près de l’île de Saltholm, dans l’Øresund, entre Malmö et Copenhague, à cause d’un gyrocompas défectueux. À l’aube, il devint clairement visible. À 5 heures, le torpilleur Narhvalen de la Marine royale danoise est arrivé sur les lieux et a salué le commandant du E13, le Lieutenant commander Geoffrey Layton, l’informant qu’il avait 24 heures pour renflouer son navire et partir avant que lui et son équipage ne soient internés pour avoir violé la neutralité du Danemark.
L’équipage du E13 a cherché à alléger le sous-marin en pompant des réservoirs et en vidant du carburant, mais le navire était échoué dans seulement 10 pieds (3 mètres) d’eau et n’a pas bougé. Layton se rendit compte qu’il ne serait pas en mesure de renflouer le E13 avant l’heure limite et envoya son premier lieutenant à terre pour organiser un remorquage ou, si cela était impossible, pour négocier des conditions d’internement. Il a été incapable de communiquer avec l’Amirauté pour obtenir de l’aide, car les Allemands brouillaient les fréquences radio.
À 10 h 28, le torpilleur allemand G132 est arrivé, mais s’est retiré lorsque les torpilleurs danois Støren et Søulven se sont approchés. Un troisième torpilleur danois, le Tumleren, est arrivé peu après,.

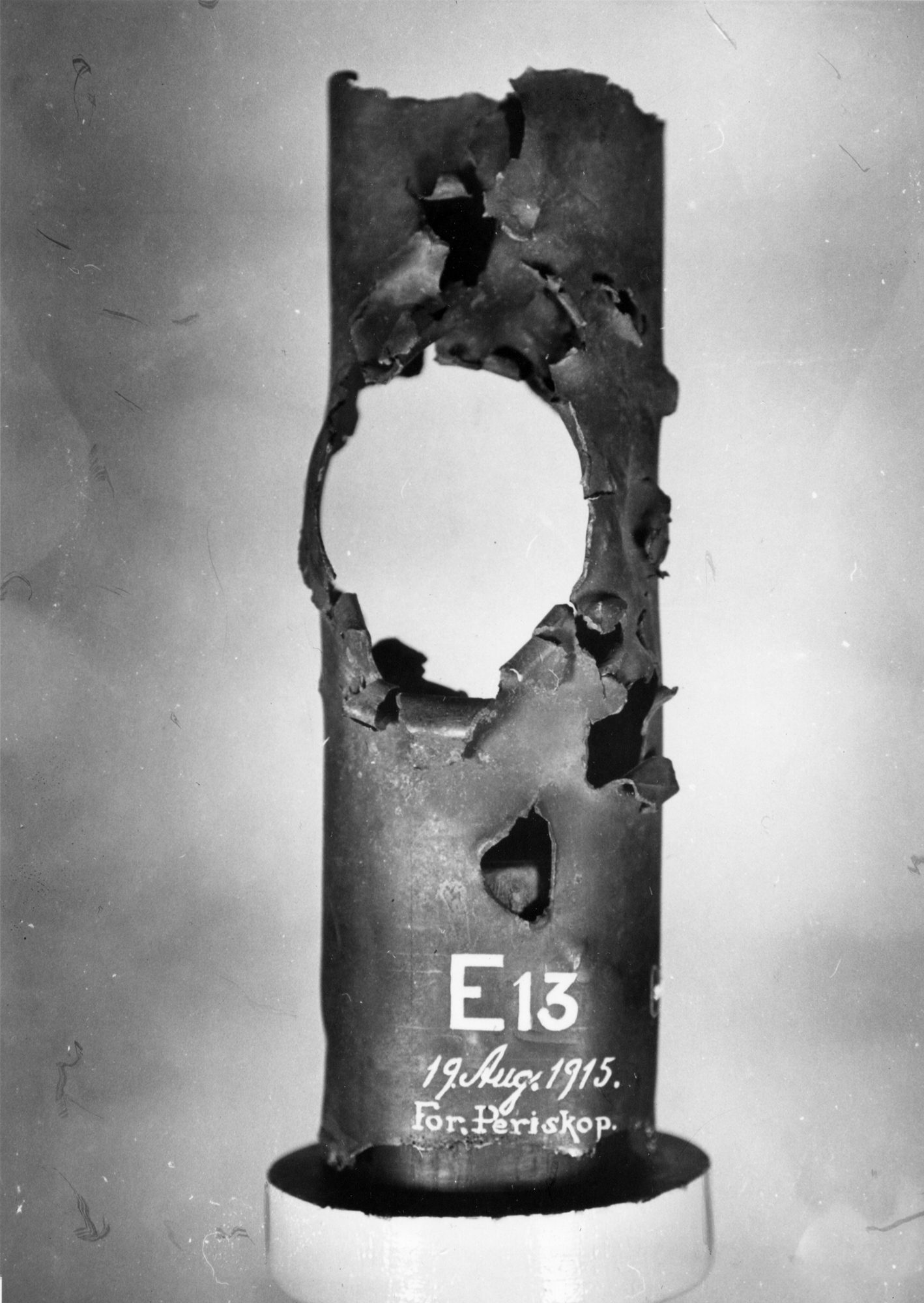
Le périscope du HMS E13

Pendant ce temps, le commandant du G132, l’Oberleutnant zur See Paul Graf von Montgelas, avait informé le contre-amiral Robert Mischke par radio de l’échouement du E13. Les opérations navales allemandes contre la ville russe de Riga étaient à un stade critique et Mischke a estimé qu’il ne pouvait pas se permettre de laisser le E13 passer dans la Baltique, où il pourrait menacer l’offensive allemande dans le golfe de Riga. Il a ordonné au G132 et à un autre torpilleur de détruire le sous-marin. Les deux navires retournent à Saltholm et ouvrent le feu sur le HMS E13 à l’aide de torpilles, de mitrailleuses et d’obus tirés à une distance de 300 mètres. Le sous-marin a été touché à plusieurs reprises et incendié. Voyant cela, le Lt Cdr Layton ordonne l’abandon du sous-marin, mais le tir se poursuit alors que ses hommes sont à l’eau. L’engagement prit fin lorsque le torpilleur danois Søulven se plaça entre le sous-marin et les deux navires allemands qui se retirèrent. Quatorze membres de l’équipage du E13 ont été tués dans l’attaque, et un était porté disparu, présumé tué,.
Les quinze membres d’équipage survivants du E13 ont été internés par les Danois au chantier naval de Copenhague pour le reste de la guerre. Layton refusa d’accorder sa parole de ne pas chercher à s’évader. Il finit par s’échapper avec son premier officier, retournant en Angleterre pour poursuivre la guerre. Au cours de la Seconde Guerre mondiale, il mène une carrière brillante et commande la flotte britannique d’Extrême-Orient .

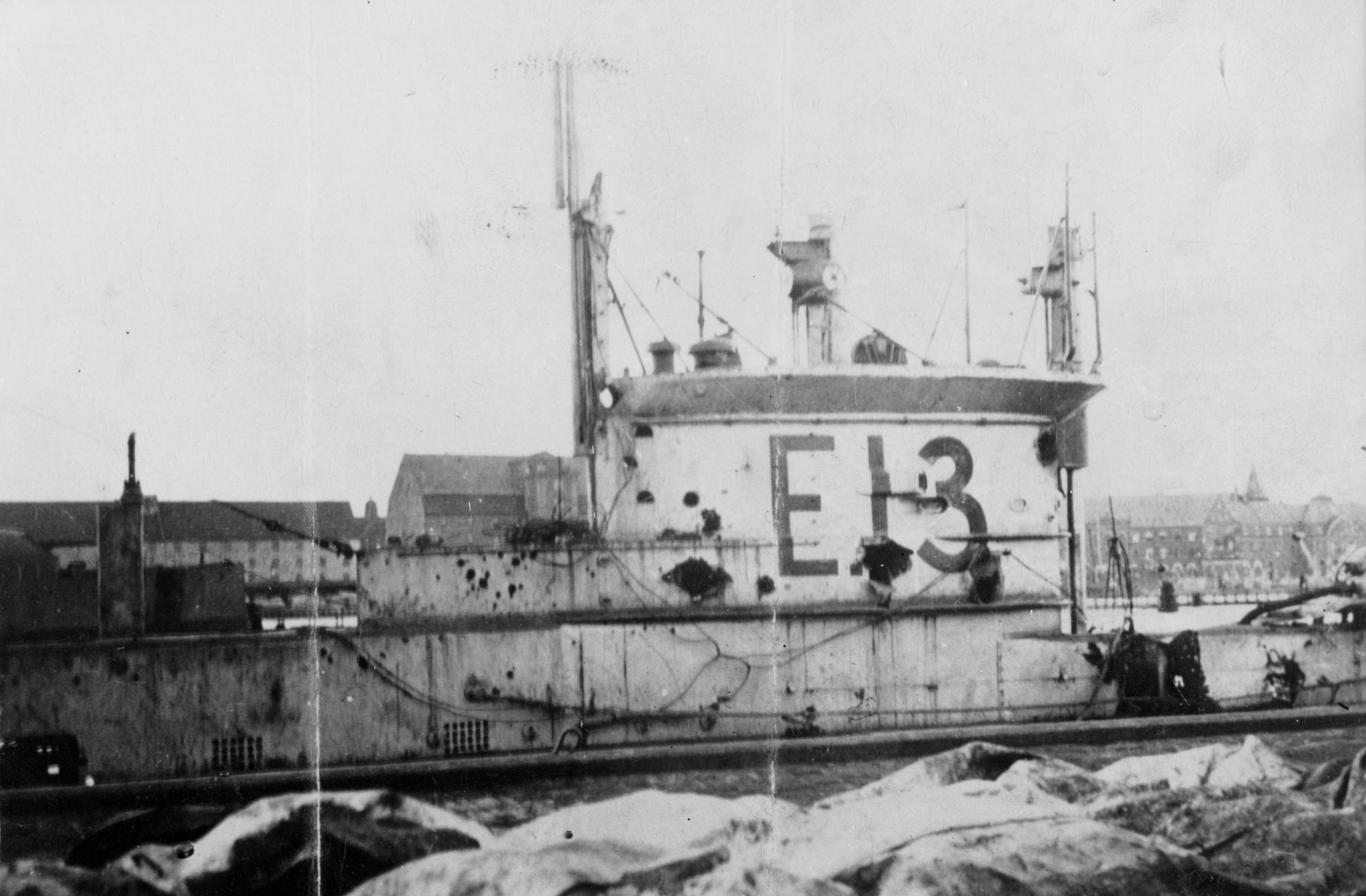
Le HMS E13 à quai à Copenhague, montrant les dégâts causés par les tirs allemands

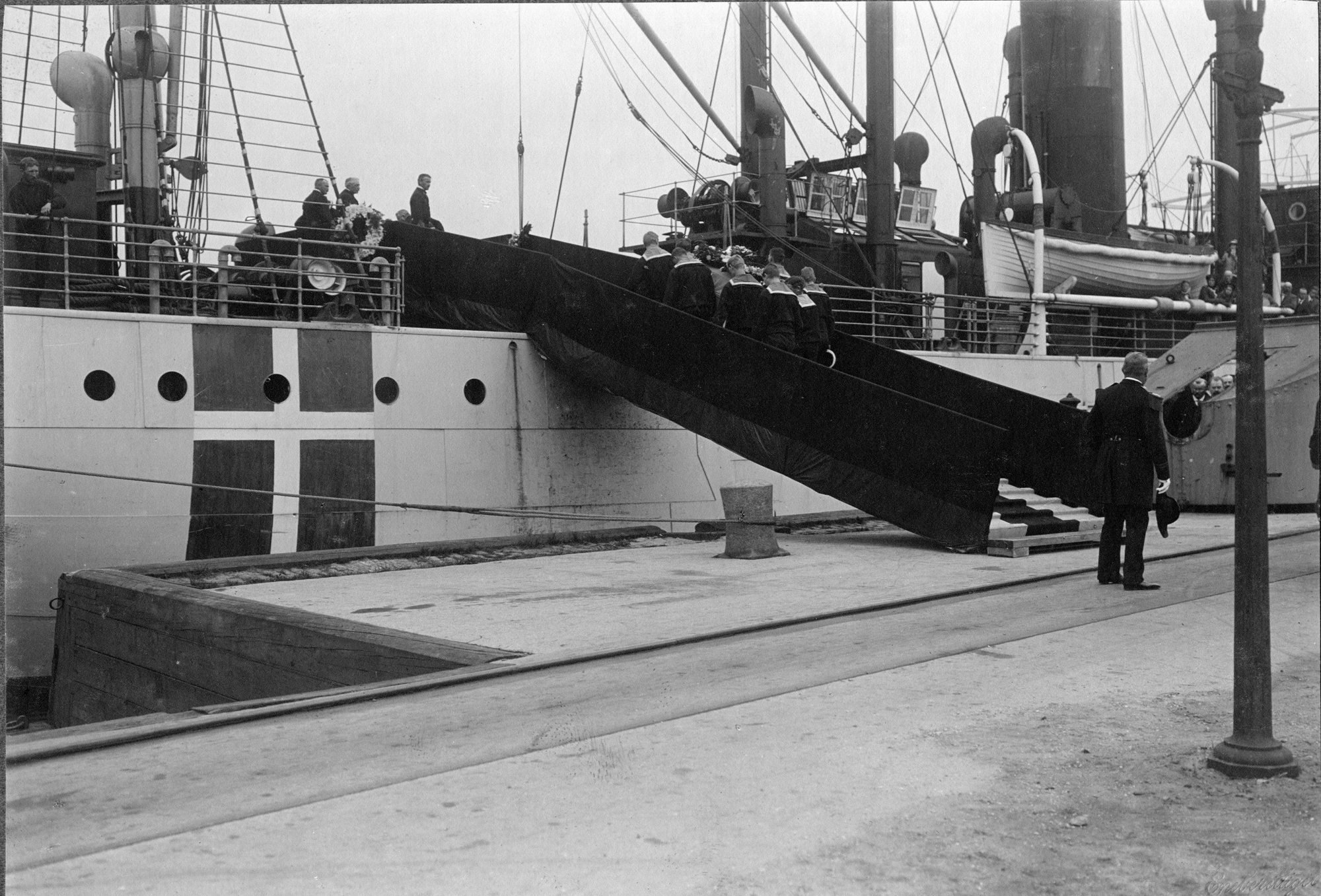
Les membres d’équipage du E13 tués au combat transportés à bord du SS Vidar pour leur rapatriement.

Le gouvernement danois transforma le paquebot Vidar en chapelle ardente temporaire pour transporter les corps des victimes à Hull, accompagné des torpilleurs danois Springeren et Støren. Malgré la neutralité du Danemark, les marins britanniques morts ont été honorés lorsque leurs corps ont été ramenés à terre, comme le décrit un rapport contemporain :

« Il y a eu des funérailles touchantes ce soir dans le Sound. Dans un brillant coucher de soleil, le torpilleur danois Soridderen passa lentement avec son drapeau en berne. Une escadre navale a formé une garde d’honneur autour des corps des morts britanniques. Sur toutes les fortifications, et sur l’ensemble des navires, les drapeaux ont été immédiatement abaissés en marque de respect. Des centaines de spectateurs se sont rassemblés à Langelinie, tous saluaient avec respect. Sur la côte, un salut naval et militaire a été donné. »

L’incident a provoqué l’indignation en Grande-Bretagne et au Danemark, car il s’agissait clairement d’une violation grave du droit international. Le journal danois Nationaltidende a publié en première page un article indigné dénonçant la violation de la neutralité danoise par les Allemands. Politiken a rapporté que le gouvernement danois avait protesté en Allemagne, soulignant que le E13 n’avait pas été détruit dans aucune sorte de poursuite, mais alors qu’il gisait endommagé sur un territoire neutre. Le Times de Londres a fulminé, dans un article en première page, que :

« le massacre injustifiable des hommes du E13 est une ligne de plus dans la longue liste que nous devons dresser des crimes commis par l’engeance prussienne. »

Le gouvernement allemand a par la suite présenté des excuses au Danemark, déclarant que" : 

« Les instructions données précédemment aux commandants des navires allemands pour respecter la neutralité leur ont été réaffirmées. »

Bien que le E13 ait été renfloué par les Danois et remorqué jusqu’à Copenhague, il a été tellement endommagé par l’attaque allemande que sa réparation n’était pas viable. Le 6 février 1919, il est vendu par le gouvernement britannique à une compagnie danoise pour 150 000 couronnes danoises (environ 8 330 £ au taux de change de 1919). Le 14 décembre 1921, il est revendu à la ferraille.